# Grete Schmahl-Wolf
Grete Schmahl-Wolf (* 24. Dezember 1882 in Wien als Margarete Wolf; † 31. August 1942 im KZ Theresienstadt) war eine österreichische Journalistin und Schriftstellerin.

## Leben
Schmahl-Wolf verfasste Kurzgeschichten, Aufsätze und Gedichte. Sie war Schriftleiterin der Zeitschrift Die Zeit und gründete 1929 die „Wiener Frauenkorrespondenz“, der im Jahr 1932 die „Wiener Feuilletonkorrespondenz“ angegliedert wurde.
Sie war eine Tochter des Kaufmannes Moises (Moriz) Wolf und der Caroline, geb. Pick. Ab 1915 war sie mit Zivilingenieur Rudolf Schmahl (1888–1943) verheiratet.

## Werke
- Das blaue Land. (Gedichte, 1905)[3]
- Die hellen Tage. (Gedichte, 1910)[3]